# Джованні Антоніо Кібеї
Джованні Антоніо Кібеї (італ. Giovanni Antonio Cybei; 3 лютого, 1706, Каррара — 7 вересня, 1784, Каррара) — італійський скульптор, художник і священик XVIII століття перехідної доби від пізнього бароко до рококо.

## Батьки і ранні роки
Батько майбутнього скульптора, Карло Антоніо, походив з євреїв, що перейшли у католицтво. Мати, Марія Магдалина Карузі, була донькою італійського скульптора Джованні Карузі. Батьки мали п'ятеро дітей, Джованні Антоніо був третьою дитиною. У віці чотирьох років Джованні Антоніо став сиротою. Дітей узяла до себе родина діда.
Серед родичів був і скульптор Джованні Барата (1670—1747), двоюрідний брат матері. Він і взяв хлопця у власну майстерню для навчання ремеслу.

## Стажування в Римі і Турині
За рекомендації Джованні Барата молодий митець відбув у Рим, де його прийняли до майстерні скульптора Агостіно Корначчіні (1686—1754), що мав у папській столиці авторитет. Джованні Антоніо стажувався у Римі з 1722 до 1727 рр., де непогано засвоїв стилістику пізнього римського бароко. Брав участь у декоруванні декількох римських церков, допомагав Агостіно Корначчіні реставрувати групу Лаокоон.
Дядько Джованні Барата отримав замову на створення скульптур у Турині і викликав небожа до Каррари. Разом вони відбули до Турина, де працювали над декором королівської каплиці св. Убальдо в палаці Реджия де Венарія. Праця в Турині принесла молодому скульпторові знайомство з відомим бароковим архітектором Філіппо Ювара (1678—1736). Джованні Антоніо навіть отримав посаду скульптора короля Віктора Амадея І Савойського, але тривалий час не міг отримати переваг від посади через війну за савойський престол. Відомо, що з 1730 року він мешкав у рідній Каррарі. Дядько і небіж беруть замови на створення скульптур від іноземних меценатів, серед котрих — для королівського палацу Мафра у Португалії та для заміського палацу Ла Гранха для короля Іспанії. Декотру кількість скульптур вони створили і по замові царського двору для Санкт-Петербурга.

## Перехід у священики
Прийшов етап, коли скульптор побажав відійти від мистецтва і став ченцем (1738 р.), а згодом священиком (1738 р.) Але церква зажадала продовження його праці як скульптора задля слави католицької церкви. Вже як церковний скульптор він працював над декоруванням каплиці в місті Ліворно та над створенням скульптури Богородиці в славі для собору в місті Сарцана (1744 р.), для церкви св. Катерини у місті Лукка. Створив декілька скульптур для церков і каплиць рідної Каррари (каплиця Береттарі та для катедрального собору).

## Перебування в Римі
1750 року він як священик відбув у Рим, де навернувся до живопису. На це вплинуло зближення з відомим бароковим художником Коррадо Джакінто. Через два роки він повернувся до Каррари.

## Останні роки
1750 року Кібеї повернувся у Каррару, де закінчив працю над створенням надгробка кардинала Джуліо Альбероні в семінарії, котру кардинал заснував неподалік міста П'яченца. Він виконав якісь замови для комерсантів з Голландії, що перебували в портовому місті Ліворно.
Серед садово-паркових скульптур цього періоду — мармурові скульптури серій «Чотири пори року», "Чотири елементи " та фігура Аполлона для декору сада в садибі Рейнсберг для принца Генріха Прусського, що був братом короля Фрідріха ІІ.
Важливими були замови від міста Піза — Фонтан Путті на соборній площі на надгробок Альгаротті на цвинтарі Пізи.
1769 року уряд Венеції заснував у місті Каррара художню академію. Першим директором академії Каррара був призначений Джованні Антоніо Кібеї. Посаду директора він обійматиме до власної смерті.
Перебування у північній Італії адмірала Олексія Орлова сприяло зближенню скульптора з представником нової російської аристократії. Скульптор виконав портрет-погруддя Олексія Орлова, портрет тодішнього фаворита імператриці Григорія Орлова та монумент на честь російської імператриці Катерини ІІ, котрий знищать під час більшовицького перевороту у 1917 році…
Серед монументальних творів останніх років — кінний монумент герцога д'Есте Франческо III, виконаний у пишній стилістиці пізнього італійського бароко.
В останні роки багато працював релігійним скульптором. Помер 7 вересня 1784 року в місті Каррара.
Мав власного історіографа, котрим виступив художник Джироламо Тірабоскі (1731—1794).

## Фото вибраних творів

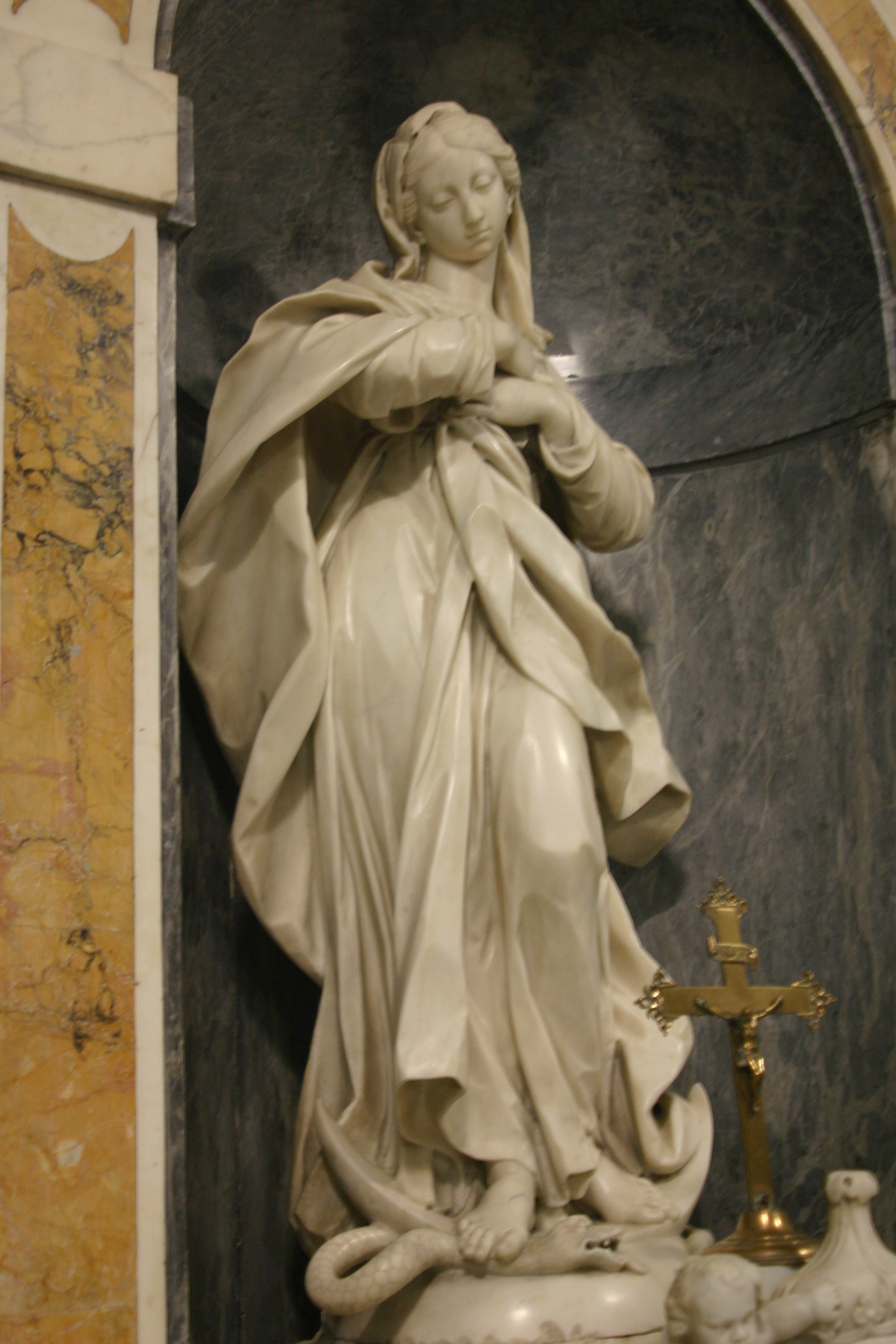
«Мадонна непорочного зачаття», міський шпиталь Каррари
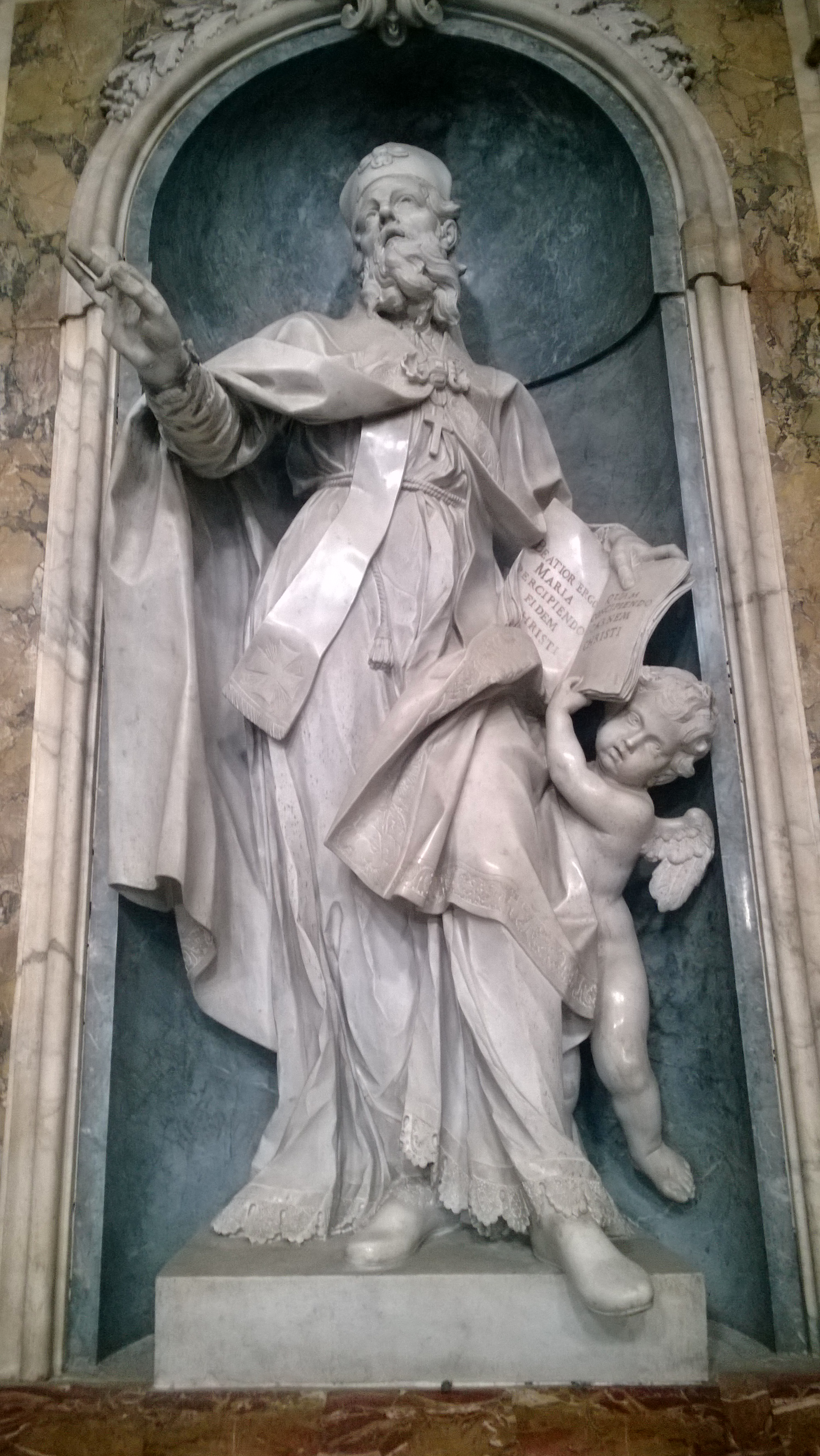
«Св. Августин», Катедральний собор міста Сарцана
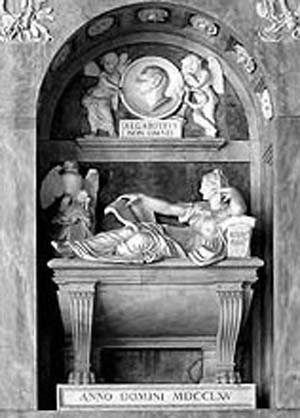
«Надгробок Альгаротті».
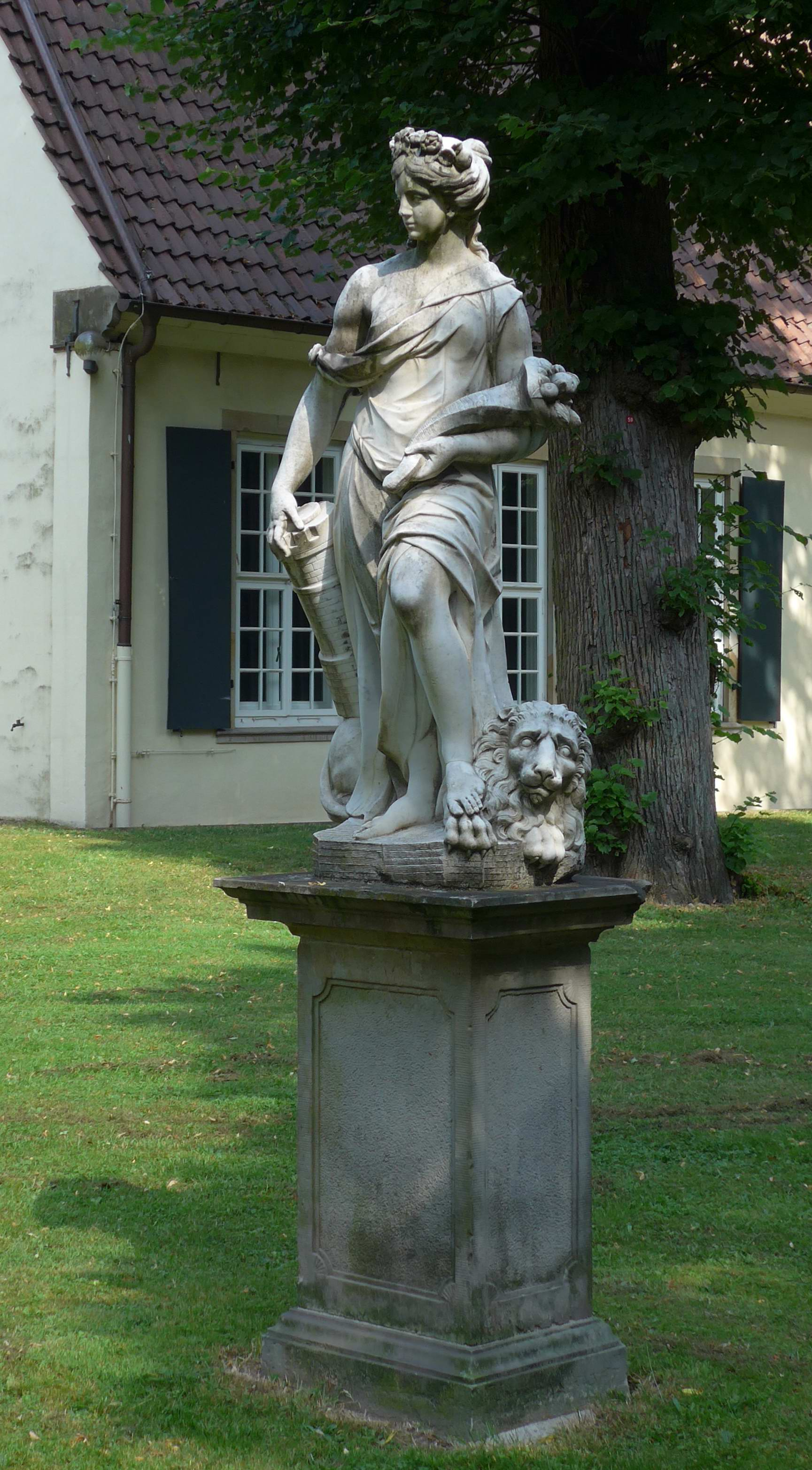
Земля. Серія «Чотири елементи», бл. 1765 р., Бремен, Німеччина